# František Antonín Grimm
František Antonín Grimm (německy Franz Anton Grimm, 2. října 1710, Brno – 17. ledna 1784, Brno) byl barokní stavitel a architekt působící na Moravě. Poučený vídeňskou, římskou a francouzskou architekturou. Byl synem v Brně usazeného původem bavorského stavitele Mořice Grimma.

## Život
Záznamy o životě Františka A. Grimma začínají křtem 2. října 1710 v kostele sv. Jakuba. Narodil se zavedenému brněnskému architektovi a staviteli Mořici Grimmovi původem z bavorského Achdorfu a jeho manželce Uršule. První zkušenosti s prací získal vypomáháním v ateliéru u otce. V roce 1730 se zapsal na Vídeňskou akademii, kde studoval umění kresby a malby. Po třech letech přestoupil na vojenskou akademii, kde se učil pod vedením významného architekta Donata Felice d’Allia a asistoval mu při projektování. Grimm pro něho kreslil například plány kostela v Groß-Siegharts, kláštera Klosterneuburg nebo paláce Kaiserstein ve Vídni. Po smrti divadelního architekta a malíře Antonia Beduzziho, učitele Allia, se velká část jeho pozůstalosti včetně plánů dostala do Grimmovy sbírky.
Na konci třicátých let podnikl za podpory Dietrichstejnů studijní tovaryšskou cestu do Říma. Navštěvoval zde soukromý ateliér Nicola Salviho, architekta slavné fontány di Trevi, kterou si Grimm při její samotné stavbě kreslil. Z Říma si rovněž přivezl plány ze zaměřování kopule baziliky sv. Petra nebo plány z konkurzu na fasádu lateránské baziliky. Pořizoval si i kopie akademických prací a také projektů význačných architektů, například zmíněného Salviho, Carla Rainaldiho, Michelangela, Berniniho nebo Domenica Rossiho. V Itálii pak navštívil i Boloňu, Caprarolu, Vicenzu, Milán a Turín. V roce 1740 odjel do Paříže, odkud si přivezl spisy Françoise Blondela o stavitelství. Rok nato se již objevuje ve Vídni, kde vstoupil do inženýrského sboru. Zde sepsal spis o opevňovací technice podle Sébastiena Vaubana.
V polovině 40. let. se Grimm usadil zpět na Moravě a stal se dvorním architektem a geometrem Karla Maxmiliána Dietrichsteina a jeho bratra Leopolda. V roce 1745 se v Dubu nad Moravou oženil s Marií Annou Knurrovou. Rok nato se mu narodilo první dítě (celkem měl 5 synů a dvě dcery). Po smrti otce v roce 1757 přebral jeho zakázky. Ve stejném roce mu zemřela i manželka; znovu se již neoženil. V knížecích službách setrval do roku 1767, kdy došlo k restrukturalizaci Dietrichsteinského hospodářství. Jeho nástupcem u Dietrichsteinů se pak stal Jan Karel Hromádko.
František Antonín Grimm zemřel 17. ledna roku 1784 v Brně a byl pohřben k tělu svého otce do kapucínské hrobky, kde jeho mumifikované ostatky můžeme spatřit dodnes. Jeho následovníci byli Bartoloměj Zintner, který zároveň převzal jeho brněnskou dílnu (kapucínský klášter v Náměšti nad Oslavou, úpravy zámku v Rosicích nebo realizace kostela sv. Leopolda a zábrdovický klášter v Brně), a Jan Amonn (přestavba zámku v Dukovanech). Na Grimmovu práci se též významně odvolávají i anonymní architekti zámků Hoštice, Uhřice nebo Zdislavice. Po smrti část jeho pozůstalosti zakoupil osvícenský hrabě Karel Josef ze Salm-Reifferscheidtu, který ji uložil na svém zámku v Rájci nad Svitavou. Tento konvolut (přes tisíc položek) rukopisů, výkresů, kreseb a plánů byl pak ve dvacátém století objeven akademickou obcí a významně poté přispěl k poznání vývoje moravské barokní architektury.

## Dílo
Charakteristické rysy Grimmovy tvorby jsou archetypická střídmost a důraz na interiér. Ve svých projektech se často vrací k ideální chrámové fasádě podle kostela v Groß-Siegharts od D. Allia (trojdílné schéma v sochařské složce). Fasády budov zdůrazňuje italsky laděnou plasticitou okenních a dveřních šambrán s kanelovanými konzolkami. Klenební systém je vyjádřen plochými kulatými kopulemi a oválnými plackami. Typické pro jeho zámecké stavby je využití motivu vystupujícího ústředního sálu dle francouzského prototypu maison de plaisance (Luis Le Vau – zámek Vaux-le-Vicomte).

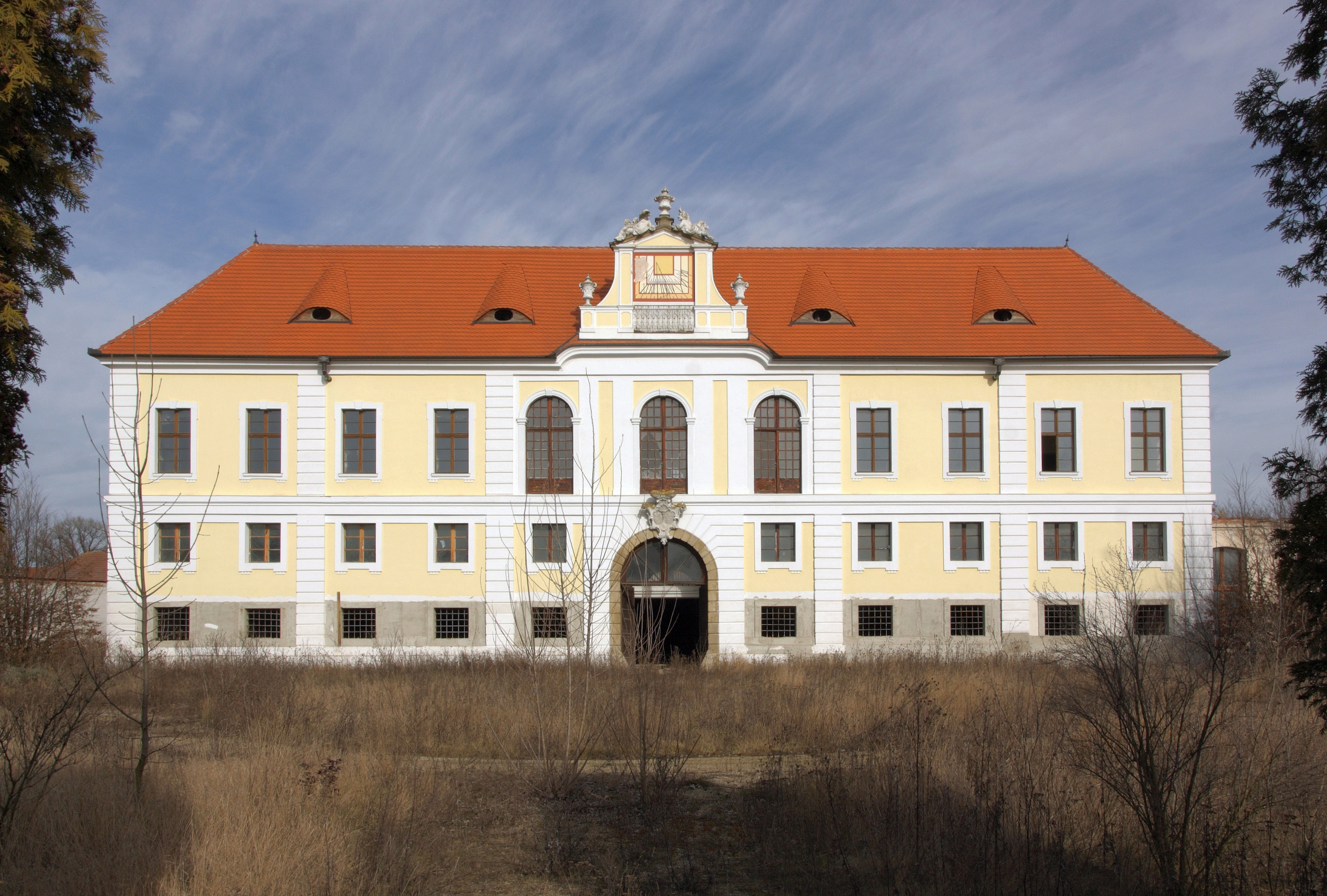
Zámek Kupařovice

Jeho první samostatná práce byla, když těsně před odjezdem do Říma dodává plány pro Dietrichsteinský zámek v Kupařovicích, který je po jeho návratu v hrubé stavbě dokončen roku 1743, jeho výzdoba trvala až do 1748. V letech 1738–1748 se podle Grimma uskutečňují úpravy Dietrichsteinského hraběcího paláce v Brně na dnešní Masarykově ulici (stavba se nedochovala). Pro stejný rod realizuje zámek Leopoldsruhe u Pohořelic (1743–1746). V roce 1743 staví u Mikulovského zámku tzv. velké altana (východní arkádovou terasu s altánem), dále stáje (úpravy nezachovány), bránu bažantnice a později i dnes již nedochovaný lazaret. V Židlochovicích je kolem roku 1746 doložen na projektech opravy Hildebrandtova farního chrámu, dokončení zámku s návrhem portálu a interiéru zámecké kaple, zámeckého parku s oranžérií (úpravy parku a stavba nezachovány) a špitálu (stavba nezachována). Na zámku Diváky, který měli ve správě jezuité, působí v roce 1747. Ve 40. letech pak ještě realizuje špitál v Boskovicích (nezachováno v původní podobě), tzv. úřednický trakt zámku v Polné (1744–1745), zámek pro mikulovské proboštství v Jiřicích (1750) (nezachováno v původní podobě), adaptaci zámku Tulešice a tzv. Nová brněnská kasárna (1751–1753) (stavba nezachována). Pro řád milosrdných bratří v Brně dodává v roce 1747 návrh na klášter s nemocnicí, který později (před 1749) rozšířil do monumentální podoby kvadratury s kruhovou kaplí. Tento projekt byl však realizován pouze částečně (1749–1753) a Grimmovy charakteristické úpravy fasád se nezachovaly.

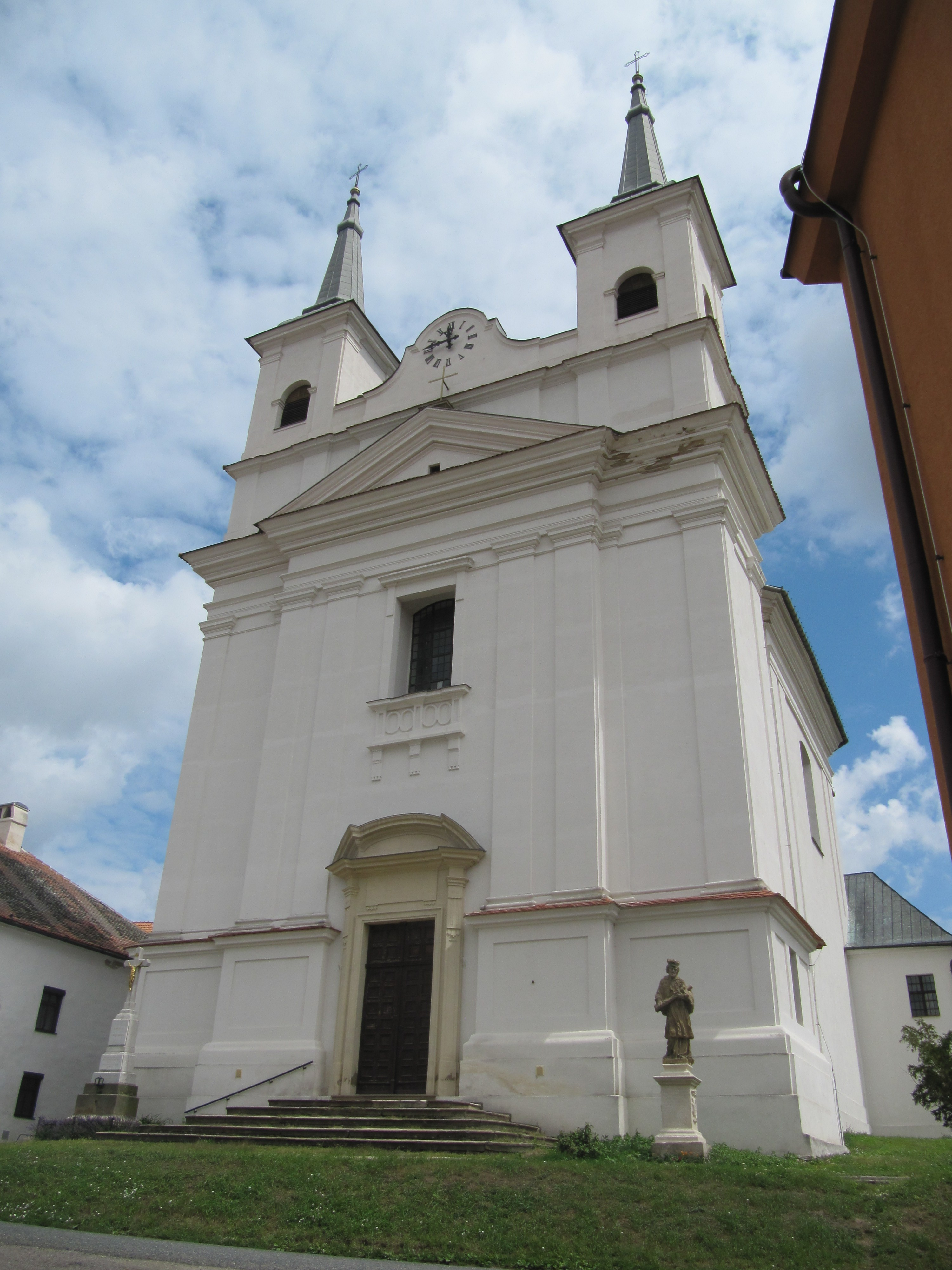
Kostel v Drnholci

V následující dekádě stále projektuje přestavbu kostelů a sídel na Dietrichsteinském panství. Drnholecký chrám (1750–1757) navrhuje ve střídmém duchu bez věží s centralizujícím prostorem. Stejné schéma pak aplikuje i na kostel v Soběchlebech (1753-68). Kostel ve Hranicích (1754–1763) je inspirován kostelem v Židlochovicích. Dalšími jsou chrámy v Bělotíně (1754–1757) a Sopotech (1749–1752). Roku 1757 staví poutní kapli nad Dolními Kounicemi, která je inspirována Rainaldiovskou architekturou. Z francouzsky orientované přestavby zámku v Sokolnicích (1750) se zachoval pouze portál kaple. Stejné je to i u paláce žďárských opatů v Brně (1752–1753), u kterého byly Grimmovy intervence setřeny úpravami následujícího století. V Brně se pak podílí ještě na úpravách kláštera kapucínů, kde staví kapli sv. Felixe při kostele (1753), po roce 1755 přestavuje knihovnu a zvětšuje kryptu. Z let 1755–1758 byla jezuitská kaple sv. Františka Xaverského, která stávala na Švábce, dnešní ulici Úvoz a byla zbouraná na konci 19. století. Jeho vliv je rozpoznatelný i na východním křídle augustiniánského kláštera, který stavěl jeho otec. Úpravy paláce kapituly (nezachováno v původní podobě) a vikariát (obé 1751–1754) na Petrově jsou též jeho prací. Z roku 1753 pochází stavba zámku v Borotíně pro biskupa Freyenfelse a z roku 1759 přestavba tzv. rezidence v Boskovicích (nezachováno v původní podobě). Na žádost probošta Heřmana Hannibala z Blümengenu dodává Grimm pro jejich zámek ve Vizovicích projekt první fáze stavby, která je realizována v letech 1751–1757. V zámku Vizovice také Grimm projektoval kapli Panny Marie Matky Dobré Rady, která je umístěna přímo v jižním křídle zámku a toto "skryté" umístění nemá u jeho staveb obdoby. 
Po odchodu z Dietrichsteinských služeb realizuje Grimm stavby pro různé objednatele. Jedna z prvních zakázek v tomto období je pro Annu Marii z Rottalu na zámek v Napajedlech (po 1764–1772), který je prakticky zvenku vypadá jako zámek ve Vizovicích (v interiéru chybí honosně vybavené interiéry včetně nábytku a vybavení projektované přímo Grimmem). Pro Rottaly pak ještě pracuje na zámku v Bystřici pod Hostýnem (1765). Grimm je též autorem návrhu hlavního oltáře v tamním farním kostele a vrchnostenského domu. V kostele ve Žďárné (1759) se snaží o centrální prostor na půdorysu kříže. Když je v roce 1760 rozhodnuto o modernizaci gotického kostela sv. Mikuláše v Brně (stavba nezachována), je povolán Grimm, který zde navrhuje kulisovitou fasádu s rizalitem, atikou a věží.  Na přelomu 60. a 70. let je taktéž v Brně realizován Bartolomějem Zintnerem projekt kostela sv. Leopolda (1768–1777) u zmíněné nemocnice milosrdných bratří, který ale nevychází z architektových zachovaných plánů.

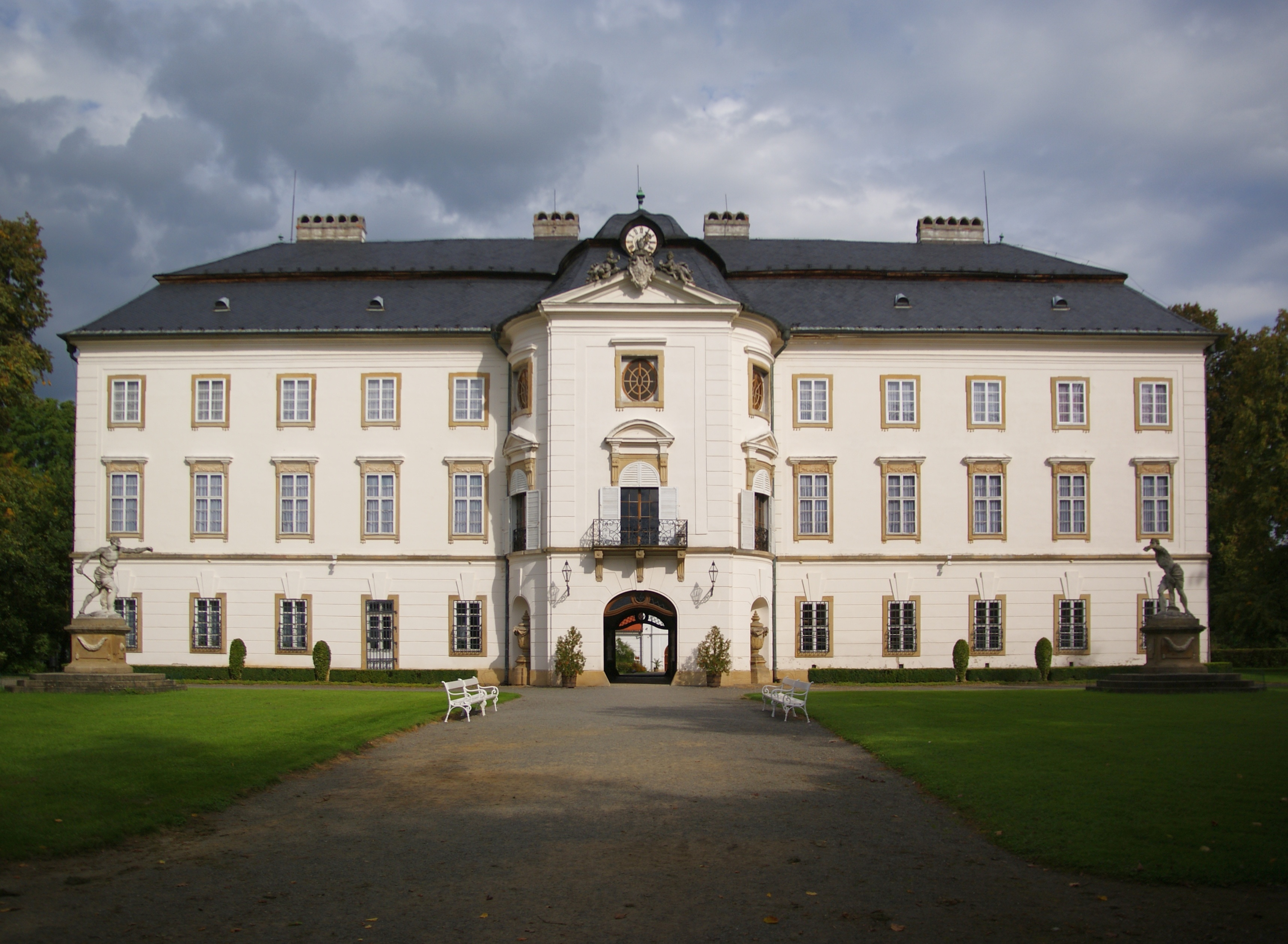
Zámek Vizovice

Kromě novostaveb a přestaveb exteriérů se Grimm zaměřoval i na interiéry, které členil zděnými či štukovými lizénami, pilastry a nikami. Prostor opatřoval novými klenbami a zvětšoval okna. Učinil tak v kostelích v Medlově (1749), Pravlově (1758–1760), Havlíčkově Borové (1755–1756), sv. Františka Serafínského v Lipníku nad Bečvou (1765-66), dále v Měníně (1763), Blučině (1766–68) a Nikolčicích (1766) (úpravy nezachovány). V Brně se kostel stejně jako palác královopolských kartuziánů (1766) nezachoval, ale kostel v Nových Hvězdlicích (1770–1773), který provedl podle Grimmova projektu stavitel Valentin Stiebock, se stal doslovnou citací svatomikulášského chrámu. Pro nový augustiniánský kostel ve Šternberku z let 1775–1783 se stal výrazným prvkem nástavec nad atikou na širokém průčelí. V letech 1770–1777 je ve Vizovicích realizována druhá fáze stavby zámku. Předtím je ale v roce 1766 nově navržena fasáda, členícím prvkem jsou okenní osy. Jsou postavena dlouhá souměrná boční křídla kvůli kapli. Na tomto projektu se potkává se sochařem Ondřejem Schweiglem, který v zámecké kapli navrhuje a realizuje sochařskou a štukovou výzdobu v duchu pozdního baroka. Poslední projektovanou Grimmovou stavbou se stal klášter milosrdných bratří ve Vizovicích, který si v roce 1781 objednali znovu Blümengenové. V témže roce je zaznamenaný také při úpravách interiéru chrámu sv. Petra a Pavla v Brně.
V druhé polovině 18. století, během hospodářské obnovy po Válce o rakouské dědictví, projektuje Grimm též užitkové stavby. Byly jimi hospodářské dvory v Brně, Žatčanech, Novém Dvoře, Žabčicích, Ledcích, Boskovicích a Sudicích, stáje a kravíny ve Strachotíně, Jitkově a Pohořelicích a tam i bažantnice. Dále mlýn v Dolních Věstonicích, pivovar a most v Židlochovicích a dalších sedm mostů na císařské silnici mezi Strachotínem a Dolními Věstonicemi a most u Bulhar. Většina těchto staveb se ale díky svému utilitárnímu charakteru do dnešní doby buď nezachovala, nebo byla zásadně přestavěna. Podle zachovaných kreseb je též zřejmé, že se Grimm věnoval také návrhům užitého umění.

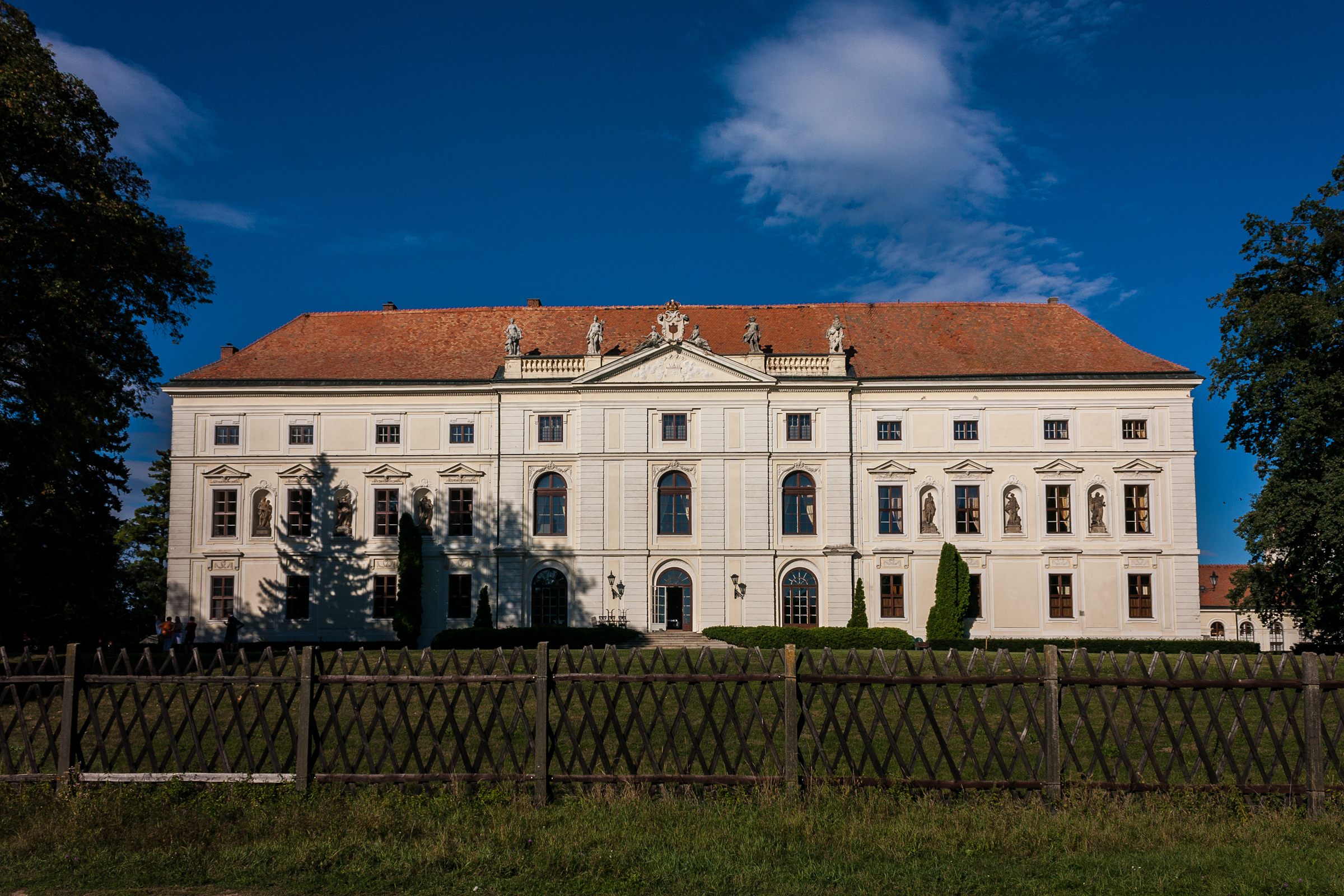
Zámek Židlochovice
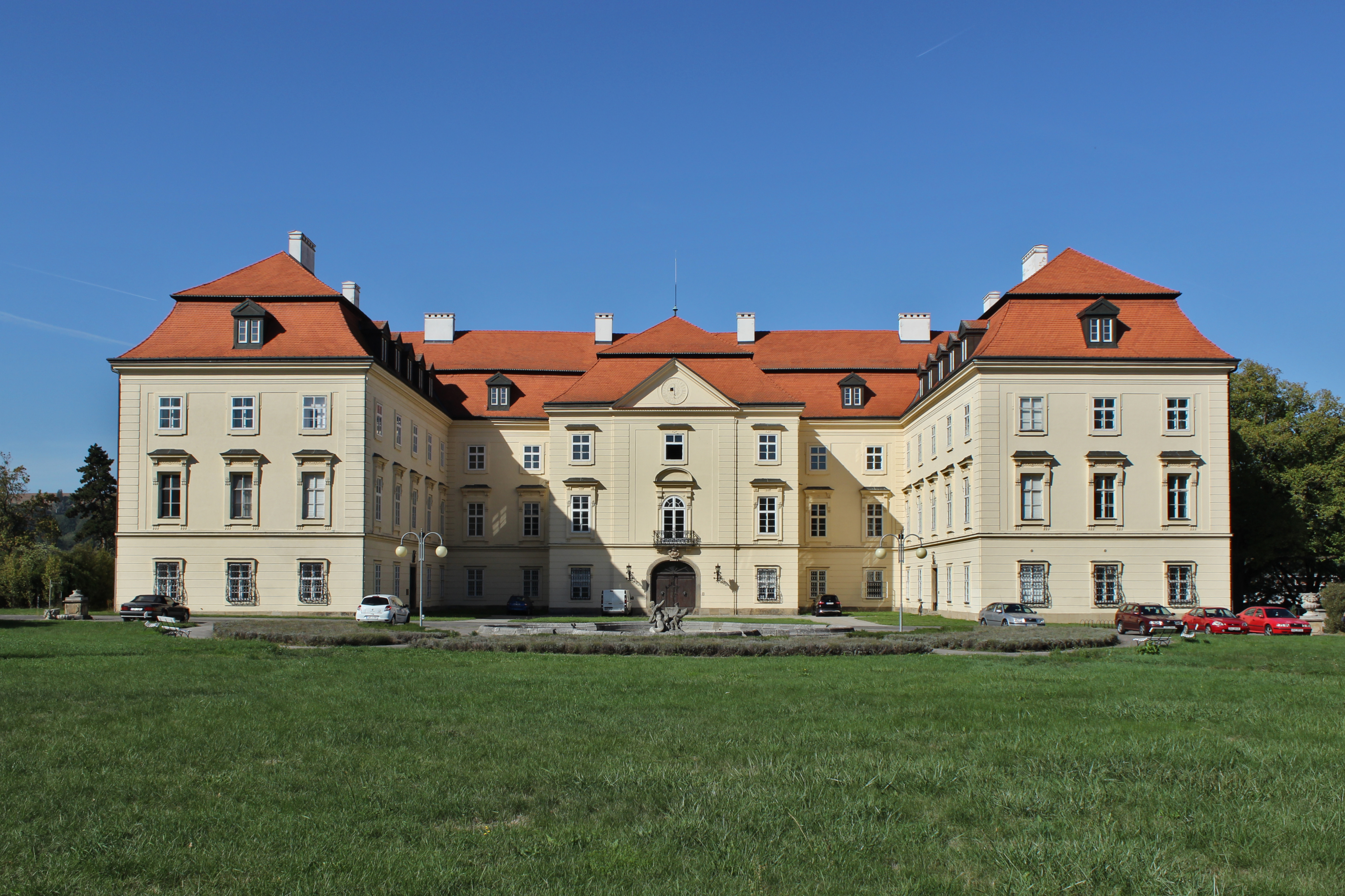
Zámek Napajedla
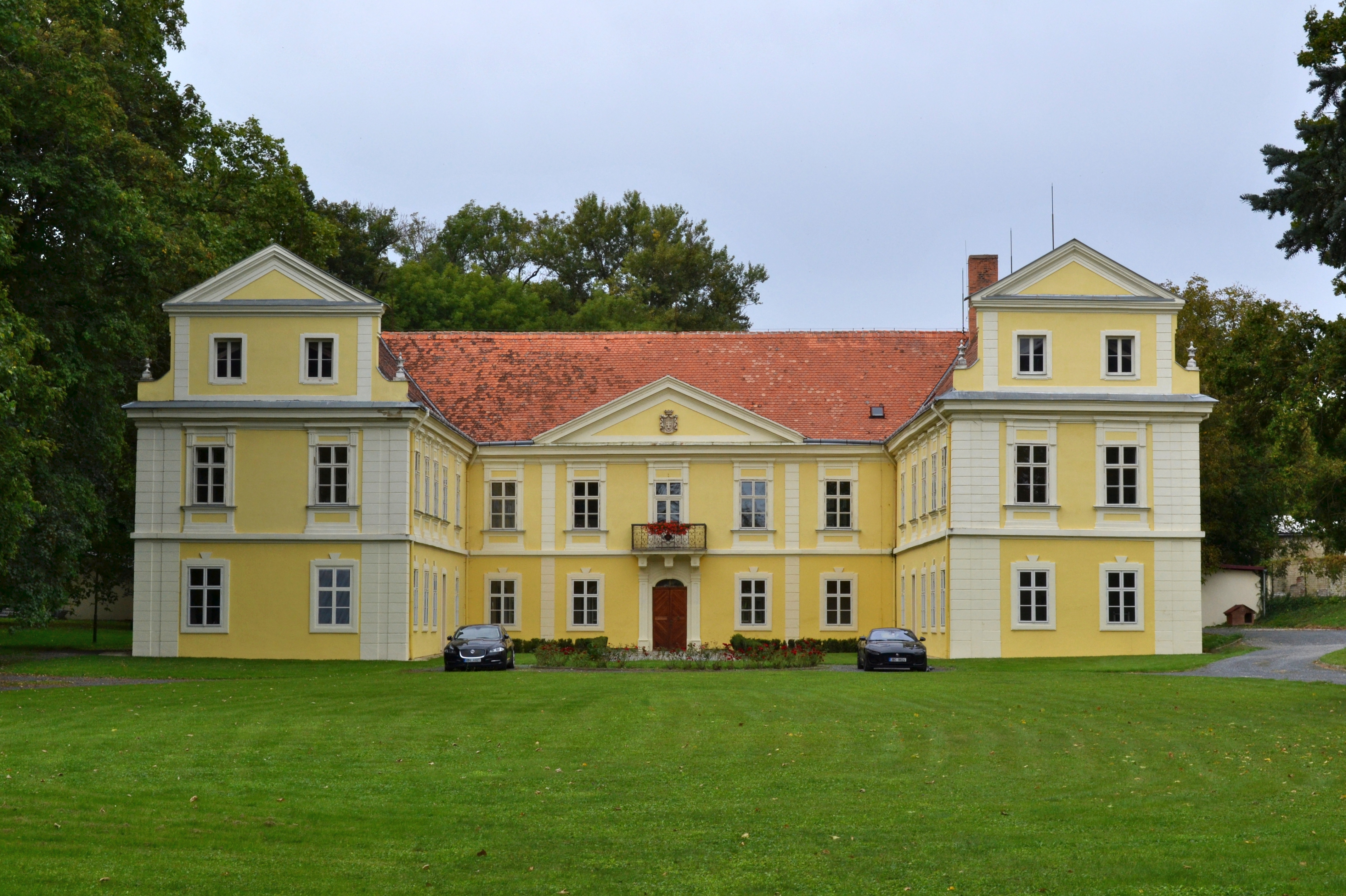
Zámek Diváky
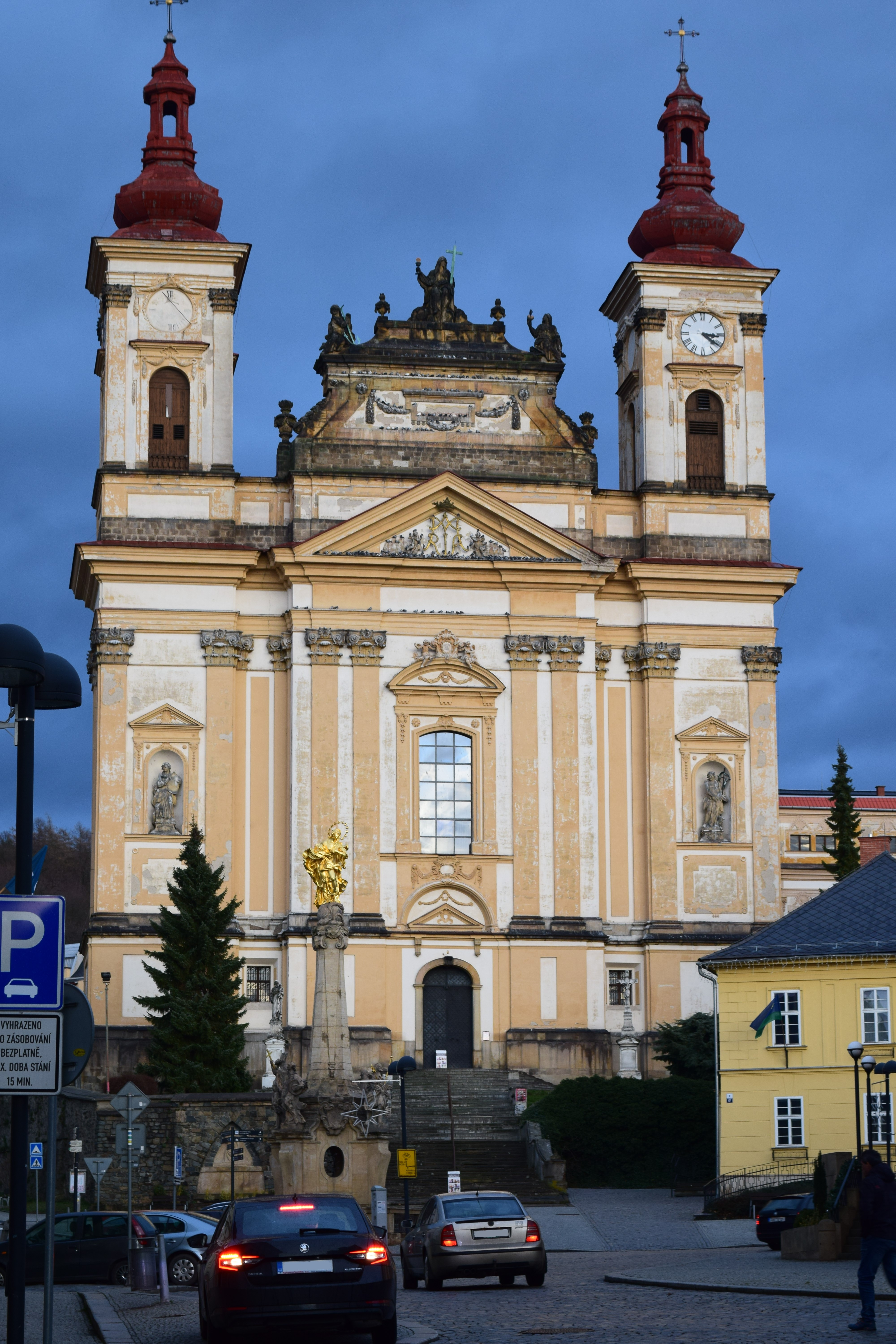
Kostel ve Šternberku
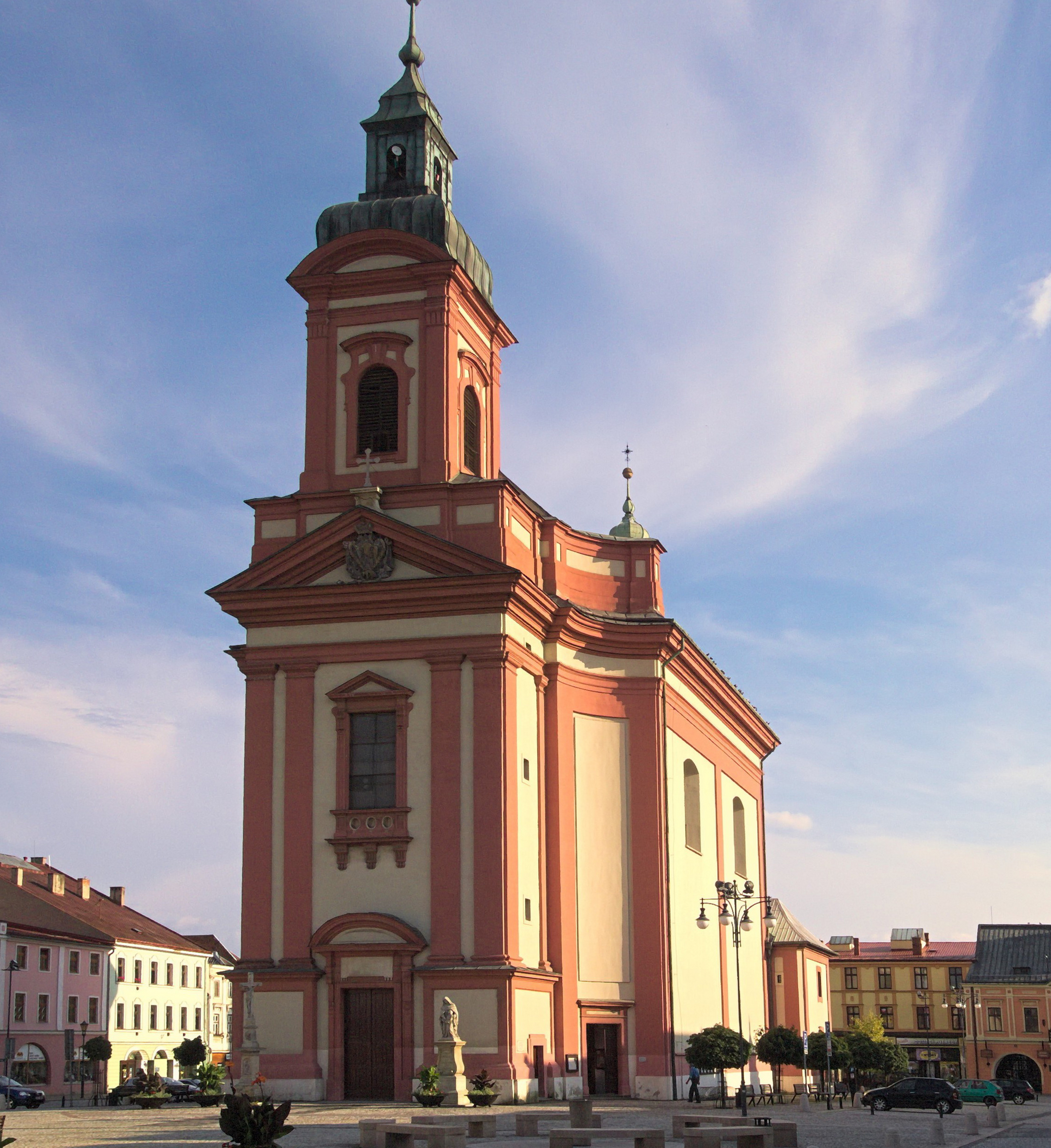
Kostel ve Hranicích
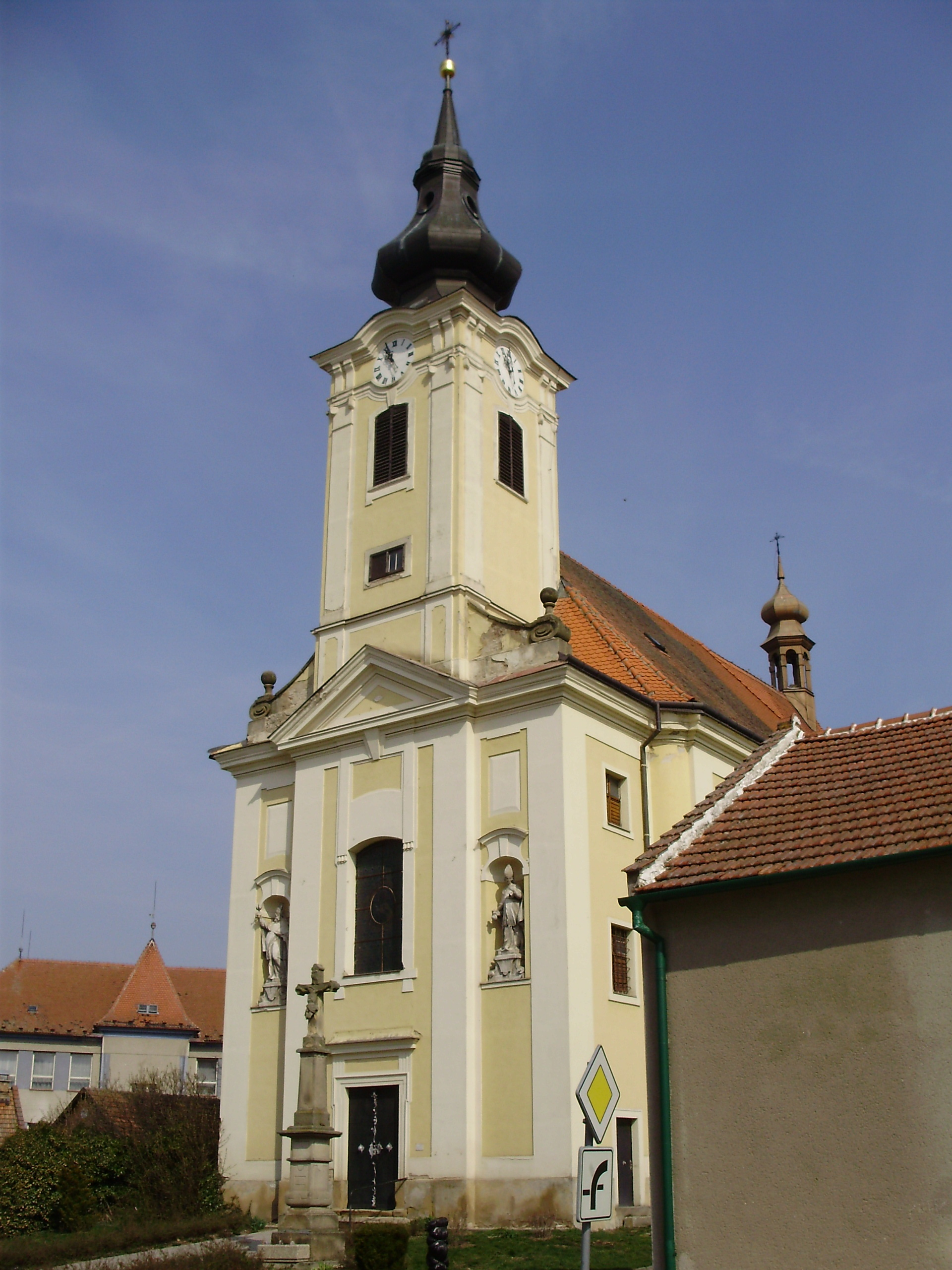
Kostel v Nových Hvězdlicích
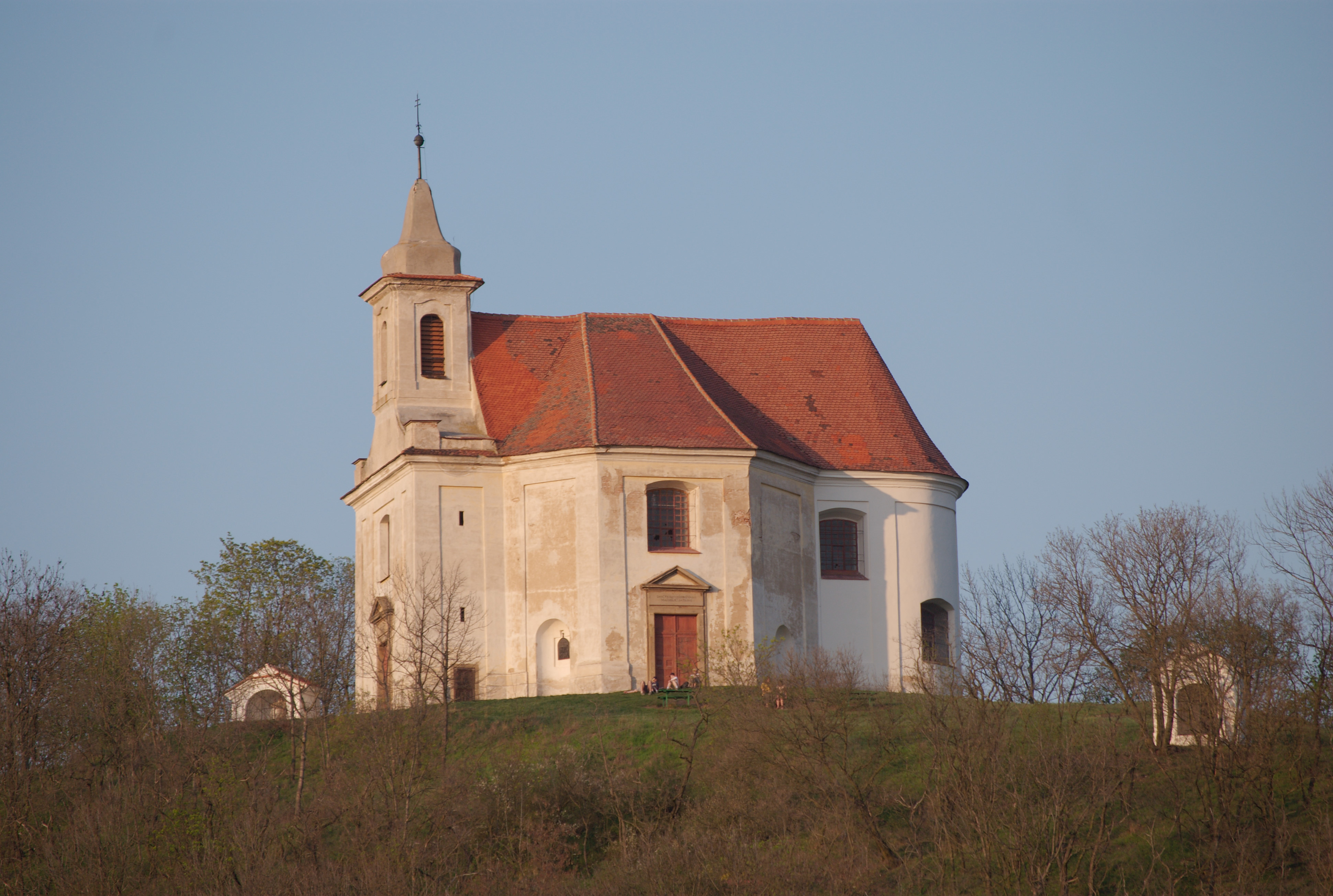
Kaple nad Dolními Kounicemi